# Mount Wokomung
Mount Wokomung är ett berg i Guyana.   Det ligger i regionen Potaro-Siparuni, i den centrala delen av landet, 270 km sydväst om huvudstaden Georgetown. Toppen på Mount Wokomung är 1 561 meter över havet.
Terrängen runt Mount Wokomung är huvudsakligen kuperad, men åt sydväst är den bergig.  Trakten runt Mount Wokomung är nära nog obefolkad, med mindre än två invånare per kvadratkilometer. Det finns inga samhällen i närheten. I omgivningarna runt Mount Wokomung växer i huvudsak städsegrön lövskog.